# McIntyre Island (Enderbyland)
McIntyre Island ist eine Insel vor der Küste des ostantarktischen Enderbylands. Sie ist die östlichste der Hydrographer Islands und liegt unmittelbar südlich der Sakellari-Halbinsel in der Khmara Bay.
Luftaufnahmen der Australian National Antarctic Research Expeditions (ANARE) aus dem Jahr 1957 dienten ihrer Kartierung. Eine ANARE-Mannschaft besuchte sie im Jahr 1959. Das Antarctic Names Committee of Australia benannte sie nach Sergeant Hedley L. McIntyre von der Royal Australian Air Force, Maschinist auf der Mawson-Station im Jahr 1959.